# Pogrom krakowski
Pogrom krakowski – zbiorowe, gwałtowne akty przemocy wymierzone przeciwko ludności żydowskiej w Krakowie 11 sierpnia 1945 roku. W czasie pogromu jedna osoba została zabita, a wiele innych raniono.
Bezpośrednią przyczyną pogromu była pogłoska o rzekomym rytualnym mordowaniu przez Żydów polskich dzieci. Zajścia miały miejsce w kilku miejscach byłej żydowskiej dzielnicy Kazimierz. Splądrowano żydowskie mieszkania i lokale (w tym synagogę Kupa), pobito nieznaną liczbę osób. Niektóre ofiary pobicia zostały wzięte za Żydów omyłkowo.

## Liczba i tożsamość ofiar
W materiale archiwalnym krakowskiego Zakładu Medycyny Sądowej figuruje jedna ofiara śmiertelna, 56-letnia Róża Berger, która zginęła od strzału oddanego przez zamknięte drzwi.
Anna Cichopek, autorka opracowania Pogrom Żydów w Krakowie, zwróciła uwagę na fakt, że śmierć Róży Berger jako jedyna znajduje potwierdzenie we wszystkich źródłach dotyczących pogromu, ale podała liczbę pięciu ofiar śmiertelnych na podstawie fotografii wykonanych jej zdaniem podczas pogrzebu żydowskich ofiar pogromu: Jedynym źródłem wiedzy o liczbie śmiertelnych ofiar pogromu są zdjęcia z pogrzebu, na których wyraźnie widać pięć trumien. Według Cichopek agencja prasowa Polpress w dniu 14 sierpnia podała informację o dwóch ofiarach śmiertelnych. Autorka podaje ponadto, że w 1946 roku w USA opublikowano dodatkowo informację o zamordowaniu w pogromie krakowskim Anszela Zuckera. Autorka nie zweryfikowała jednak źródeł i autora tej informacji.
Liczbę ofiar podaną przez Cichopek zakwestionował Julian Kwiek, autor opublikowanego wcześniej zbioru dokumentów dotyczących wydarzeń w Krakowie. W wywiadzie prasowym powiedział: Nie znam dokumentów, do jakich dotarła pani Cichopek. Z moich danych wynika, że ofiara na pewno była jedna, więc trudno używać słowa „pogrom”. (…) Cała sprawa jest pełna wątpliwości…
Również Dariusz Libionka, redaktor naczelny rocznika „Zagłada Żydów”, w recenzji z książki Anny Cichopek i w bezpośredniej wypowiedzi dla Wikipedii zakwestionował podaną przez autorkę liczbę ofiar. Wskazuje on, że fotografie, na które powołała się Cichopek, pochodzą z innego okresu i nie przedstawiają pogrzebu ofiar omawianego pogromu. Według niego agencja prasowa Polpress podała, że w Krakowie zginęła 1 osoba, a 5 zostało ciężko rannych. Zdaniem Libionki należy więc przyjąć, że w pogromie krakowskim śmierć poniosła jedna osoba, a kilka zostało ciężko rannych.

## W kulturze
W 2024 ukazała się w dwóch tomach nakładem Czarnej Owcy książka Kocia muzyka. Historia chóralna pogromu krakowskiego Joanny Tokarskiej-Bakir.